# Legg-Calvé-Perthes sjukdom
Legg-Calvé-Perthes sjukdom (LCPD) är en barnsjukdom som drabbar lårbenshuvudet i höftleden. Sjukdomen är även känd som Perthes sjukdom. Incidensen av LCPD varierar stort globalt, från 0,4 till 24,4 per 100 000 individer årligen.  Den drabbar oftast barn i åldern 2-12 år, typisk debut inträffar runt 6 års ålder, och den är vanligare hos pojkar än hos flickor.
Första gången sjukdom nämndes var 1910 då tre av varandra oberoende läkare beskrev sjukdomen i olika artiklar. Sjukdomen har senare namngivits efter dessa tre läkare som bar just efternamnen Legg, Calvé och Perthes.

## Epidemiologi
Tidigt trodde man att sjukdomen orsakades av tuberkulos i höftleden men senare forskning pekar på att sjukdomen orsakas av att lårbenshuvudet tillfälligt får minskad blodtillförsel och utvecklar osteonekros. Den exakta orsaken till Legg-Calvé-Perthes sjukdom är fortfarande inte känd men samband med flera olika faktorer har undersökts, såsom koagulationsstörningar, genetiska, prenatala och metabola faktorer. Den minskade blodtillförseln leder till att lårbenshuvudet dör (osteonekros) och att vävnaden runtomkring blir inflammerad. Konsekvensen av detta är att lårbenshuvudet bryts ner, något som minskar mobiliteten i höften och i benet men kan även göra att det sjuka benet blir kortare än det friska. Sjukdomen är självläkande, där lårbenshuvudet först bryts ner för att sedan byggas upp igen och förloppet kan pågå i cirka 2-4 år. De bestående formförändringarna i höftleden varierar, i uttalade fall så ökar risken för att utveckla tidig artros i höftleden.

## Symptom och diagnostik
Vanliga symptom för den som drabbats av sjukdomen är smärta och hälta. Det händer i vissa fall  att smärtan upplevs i knät istället för i den sjuka höften. Ofta kommer inte symptomen direkt utan de kommer bitvis smygande ju längre sjukdomsförloppet fortgår. I kombination med fysiska aktiviteter är det vanligt att den drabbade upplever intensiv smärta, varför det är rekommenderat att den sjuke inte deltar i alltför krävande aktiviteter.
Det brukar räcka med den fysiska undersökningen för att läkaren ska fatta misstanke om Perthes sjukdom. Slutgiltig diagnos fastställs med hjälp av röntgen eller MRT.

## Behandling
Om sjukdomen diagnostiseras i ett tidigt skede behövs ibland ingen omedelbar behandling. Istället observerar läkaren regelbundet sjukdomsförloppet. På så vis kan denne följa hur sjukdomen utvecklas och allteftersom fatta beslut om vilka eventuella åtgärder som kan vara nödvändiga att vidta.
Valet av behandling är mycket beroende av patientens ålder och sjukdomens svårighetsgrad och syftar till att återställa rörelseomfånget i höftleden och behålla lårbenshuvudet i ledskålen med tillräcklig täckning. I allmänhet har patienter med en debut av sjukdomen under 6 år en gynnsam prognos.  Kirurgi är motiverat i allvarligare fall när skadan på lårbenshuvudet är större och verkar vara till nytta hos barn äldre än 6-8 år.  Flera metoder har beskrivits, såsom femoral varus osteotomi, Salter osteotomi, trippel innominat osteotomi eller kombinerad osteotomi. Oavsett ålder bör operationen påbörjas före de avancerade stadierna av sjukdomen. Målet är att återställa lårbenshuvudets form och säkerställa dess kongruens inom acetabulum för att mildra ytterligare skador, främja ombyggnad och förhindra komplikationer i samband med sjukdomen.
Vid medicinering används antiinflammatoriska medel för att minska inflammationen runt höftkulan och ledkapseln. Medicineringen pågår ofta under lång tid och både dos och preparat kan ändras under behandlingens gång för att verkan ska vara så effektivt som möjligt. För att höften ska återfå största möjliga rörlighet och inte bli stel brukar mildare former av fysioterapi tillämpas.

## Prognos
Prognosen varierar, men anses vara sämre för äldre barn och de som har en större grad av osteonekros i lårbenshuvudet. 
Höftledens långsiktiga resultat när det gäller utvecklingen av artros är direkt relaterat till lårbenshuvudets form och höftledens kongruens vid skelettmognad. Detta är en process som tar lång tid och ju yngre barnet varit vid sjukdomsdebuten desto bättre är prognosen. Ytterligare en faktor som påverkar läkeprocessen och framtidsutsikterna är hur pass fragmenterat lårbenshuvudet är; ett lårbenshuvud med mycket slitage har sämre utsikter än vad ett relativt välbevarat lårbenshuvud har. Vid ogynnsamma utfall kan det ibland vara nödvändigt att ersätta höften med en protes, men det är något som i sådana fall sker när den drabbade når medelåldern.